# Filipe Miguel Lopes Fernandes
Filipe Miguel Lopes Fernandes (sinh ngày 5 tháng 3 năm 1980) là một cầu thủ bóng đá người Bồ Đào Nha thi đấu cho Benfica e Castelo Branco ở vị trí tiền vệ phòng ngự.

## Sự nghiệp câu lạc bộ
Anh ra mắt chuyên nghiệp tại Giải bóng đá hạng nhất quốc gia Bồ Đào Nha cho Campomaiorense vào ngày 28 tháng 10 năm 2001 trong trận đấu trước Penafiel.